# باشگاه فوتبال وانادزور
باشگاه فوتبال وانادزور (انگلیسی: FC Vanadzor) یک باشگاه فوتبال در شهر وانادزور و در کشور ارمنستان می‌باشد که در لیگ برتر فوتبال ارمنستان بازی می‌کند.
این باشگاه در سال میلادی تأسیس شده است.

## آمار لیگ
| ارمنستان (۱۹۹۲ – ۱۹۹۶) |                      |     |      |     |       |      |        |          |     |        |      |
| فصل                    | دسته                 | سطح | بازی | برد | تساوی | باخت | گل زده | گل خورده | +/- | امتیاز | مکان |
| ۱۹۹۲                   | لیگ دسته اول         | ۲   | ۲۶   | ۱۱  | ۳     | ۱۲   | ۳۵     | ۲۸       | +۷  | ۲۵     | 14.  |
| ۱۹۹۳                   | لیگ دسته اول - گرو B | ۲   | ۲۰   | ۸   | ۵     | ۷    | ۳۰     | ۲۲       | +۸  | ۲۱     | 7.   |
| ۱۹۹۴                   | لیگ دسته اول         | ۲   | ۱۸   | ۴   | ۲     | ۱۲   | ۲۱     | ۴۶       | -۲۵ | ۱۰     | 8.   |
| ۱۹۹۵/۹۶                | لیگ دسته اول         | ۲   | ۲۲   | ۱۱  | ۵     | ۶    | ۳۸     | ۲۷       | +۱۱ | ۳۸     | 4.   |